# 拉泰苏阿勒
拉泰苏阿勒（法語：La Tessoualle，法語發音：[la teswal] ⓘ）是法国曼恩-卢瓦尔省的一个市镇，属于绍莱区。

## 地理
拉泰苏阿勒（47°0'17"N, 0°51'3"W）面积21.21 平方千米，位于法国卢瓦尔河地区大区曼恩-卢瓦尔省，该省份为法国西部内陆省份，大致对应安茹地区，北起顺时针与马耶讷省、萨尔特省、安德尔-卢瓦尔省、维埃纳省、德塞夫勒省、旺代省、大西洋卢瓦尔省和伊勒-维莱讷省接壤。
与拉泰苏阿勒接壤的市镇（或旧市镇、城区）包括：紹萊、莫莱夫里耶、莫莱翁、圣皮埃尔-德塞绍布罗涅。

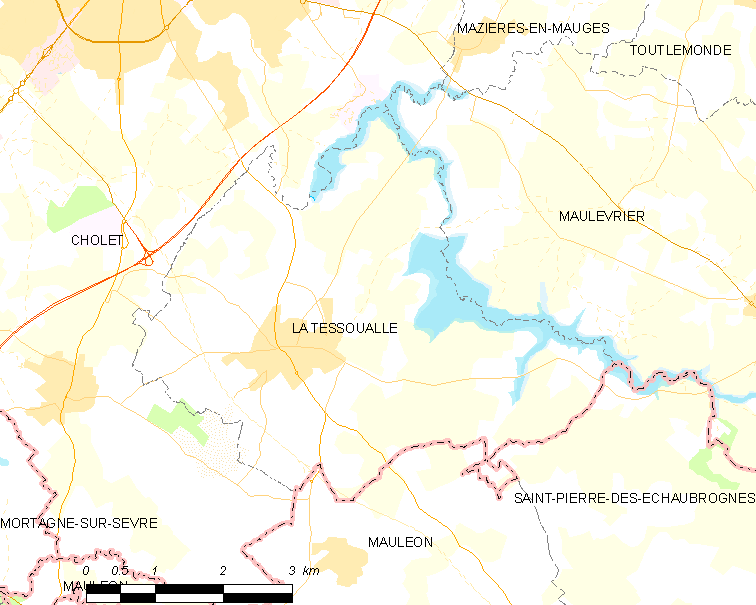
拉泰苏阿勒的OSM定位图

拉泰苏阿勒的时区为UTC+01:00、UTC+02:00（夏令时）。

## 行政
拉泰苏阿勒的邮政编码为49280，INSEE市镇编码为49343。

## 政治
拉泰苏阿勒所属的省级选区为绍莱第二县。

## 人口

1962-2008年间拉泰苏阿勒人口变化图示

拉泰苏阿勒于2022年1月1日时的人口数量为3178人。